# Bob- und Skeleton-Weltmeisterschaften 2023/Skeleton (Mixed)
Der Mixed-Team-Wettbewerb im Skeleton bei den Bob- und Skeleton-Weltmeisterschaften 2023 wurde in einem Durchgang am 29. Januar auf dem Olympia Bob Run St. Moritz–Celerina in St. Moritz ausgetragen.  Dabei trat zuerst die Athletin an und direkt im Anschluss der Teamkollege.  Zum ersten Mal kam dabei der neu eingeführte Reaktionsstart zum Einsatz, bei dem die beiden Teammitglieder auf ein optisches Signal hin starten.
Die deutschen Titelverteidiger Tina Hermann und Christopher Grotheer gingen in verschiedenen Teams an den Start.  Grotheer trat mit der frisch gebackenen Weltmeisterin Susanne Kreher an, Hermann bildete mit Felix Keisinger ein Team.  Gastgeber Schweiz war mit Sara Schmied und Basil Sieber mit nur einem Team am Start.  Auch Österreich war nur mit einem Team vertreten. Toppilotin Janine Flock trat nicht an, stattdessen bildeten Anna Saulite und Florian Auer ein Team.  Auch Liechtenstein war mit Katharina Eigenmann und Jean Jacques Buff vertreten.

## Aktuelle Titelträger
| Weltmeister | DeutschlandTina Hermann Christopher Grotheer | Altenberg 2021 |

## Ergebnisse
| Rang | #  | Team                                               | Athletin   | Athletin | Athlet     | Athlet | Gesamt     | Gesamt      |
| Rang | #  | Team                                               | Zeit (min) | Rang     | Zeit (min) | Rang   | Zeit (min) | Defizit (s) |
| ---- | -- | -------------------------------------------------- | ---------- | -------- | ---------- | ------ | ---------- | ----------- |
| 1    | 18 | Deutschland 1Susanne Kreher Christopher Grotheer   | 1:13,25    | 1        | 1:11,66    | 3      | 2:24,91    | –           |
| 2    | 15 | Großbritannien 1Laura Deas Matt Weston             | 1:13,60    | 3        | 1:11,44    | 1      | 2:25,04    | 0,13        |
| 3    | 13 | Großbritannien 2Brogan Crowley Craig Thompson      | 1:13,62    | 4        | 1:11,70    | 4      | 2:25,32    | 0,41        |
| 4    | 5  | Italien 1Valentina Margaglio Amedeo Bagnis         | 1:14,00    | 7        | 1:11,51    | 2      | 2:25,51    | 0,60        |
| 5    | 12 | China 1Zhao Dan Yan Wengang                        | 1:13,86    | 6        | 1:11,97    | 6      | 2:25,83    | 0,92        |
| 6    | 14 | Kanada 1Mirela Rahneva Blake Enzie                 | 1:13,51    | 2        | 1:12,47    | 10     | 2:25,98    | 1,07        |
| 7    | 17 | Deutschland 2Tina Hermann Felix Keisinger          | 1:14,39    | 9        | 1:11,82    | 5      | 2:26,21    | 1,30        |
| 8    | 11 | USA 2Hallie Clarke Andrew Blaser                   | 1:14,00    | 7        | 1:12,66    | 12     | 2:26,66    | 1,75        |
| 9    | 10 | China 2Li Yuxi Chen Wenhao                         | 1:14,69    | 11       | 1:12,12    | 9      | 2:26,81    | 1,90        |
| 10   | 6  | Italien 2Alessia Crippa Mattia Gaspari             | 1:14,85    | 12       | 1:11,97    | 6      | 2:26,82    | 1,91        |
| 11   | 9  | Kanada 2Jane Channell Evan Neufeldt                | 1:13,78    | 5        | 1:13,26    | 9      | 2:27,04    | 2,13        |
| 12   | 16 | USA 1Kelly Curtis Austin Florian                   | 1:15,26    | 14       | 1:12,11    | 8      | 2:27,37    | 2,46        |
| 13   | 3  | SchweizSara Schmied Basil Sieber                   | 1:15,34    | 15       | 1:12,57    | 11     | 2:27,91    | 3,00        |
| 14   | 7  | ÖsterreichAnna Saulite Florian Auer                | 1:15,50    | 16       | 1:13,04    | 13     | 2:28,54    | 3,63        |
| 15   | 2  | AustralienJaclyn Narracott Peter Makrides          | 1:14,56    | 10       | 1:14,49    | 16     | 2:29,05    | 4,14        |
| 16   | 8  | TschechienAnna Fernstädt Timon Drahoňovský         | 1:14,94    | 13       | 1:14,51    | 17     | 2:29,45    | 4,54        |
| 17   | 4  | LiechtensteinKatharina Eigenmann Jean Jacques Buff | 1:16,15    | 17       | 1:13,69    | 15     | 2:29,84    | 4,93        |
| 18   | 1  | SpanienAna Torres-Quevedo Adrían Rodríguez         | 1:17,83    | 18       | 1:15,30    | 18     | 2:33,13    | 8,22        |